# Mitsubishi Fuso Truck and Bus Corporation
Mitsubishi Fuso Truck and Bus Corporation (FUSO) — японская автомобилестроительная компания, выпускающая автобусы и грузовики с конца 20-х годов. Первым был дизельный автобус модели BD43, получивший торговую марку Fuso, которая используется до сих пор на местном рынке.
Является дочерней компанией немецкого концерна Daimler Truck, которому принадлежит 89,29 % акций компании, остальные принадлежат японскому концерну Mitsubishi.

## Mitsubishi Fuso Truck CANTER (Грузовики)

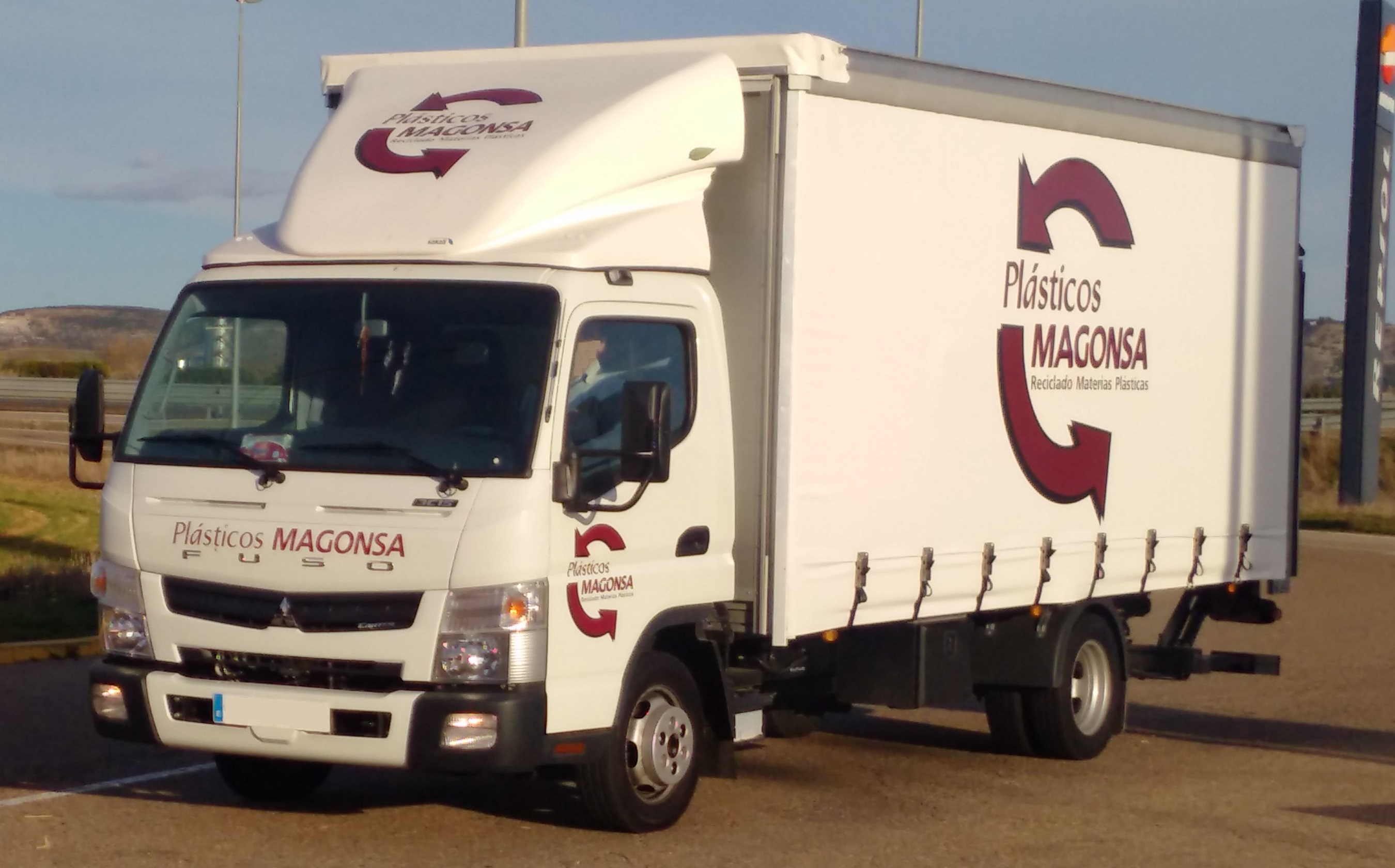
8-е поколение в Дуэньясе, Испания

Производство малотоннажных грузовиков Mitsubishi Fuso Canter. В России с июля 2010 выпускается на российском предприятии «КАМАЗ», в рамках СП FUSO KAMAZ TRUCK RUS

### В России
В 2009 году образовано совместное предприятие Daimlerа и КАМАЗа в долях 50/50. В 2010 году на площадях, принадлежащих КАМАЗу, открыта сборка грузовиков Mercedes и принадлежащей Daimler марки грузовиков Mitsubishi Fuso Truck and Bus Corporation. К середине 2015 года собрано 7812 грузовиков Mercedes и 6800 Fuso CANTER.

## Bus Corporation (Автобусы)

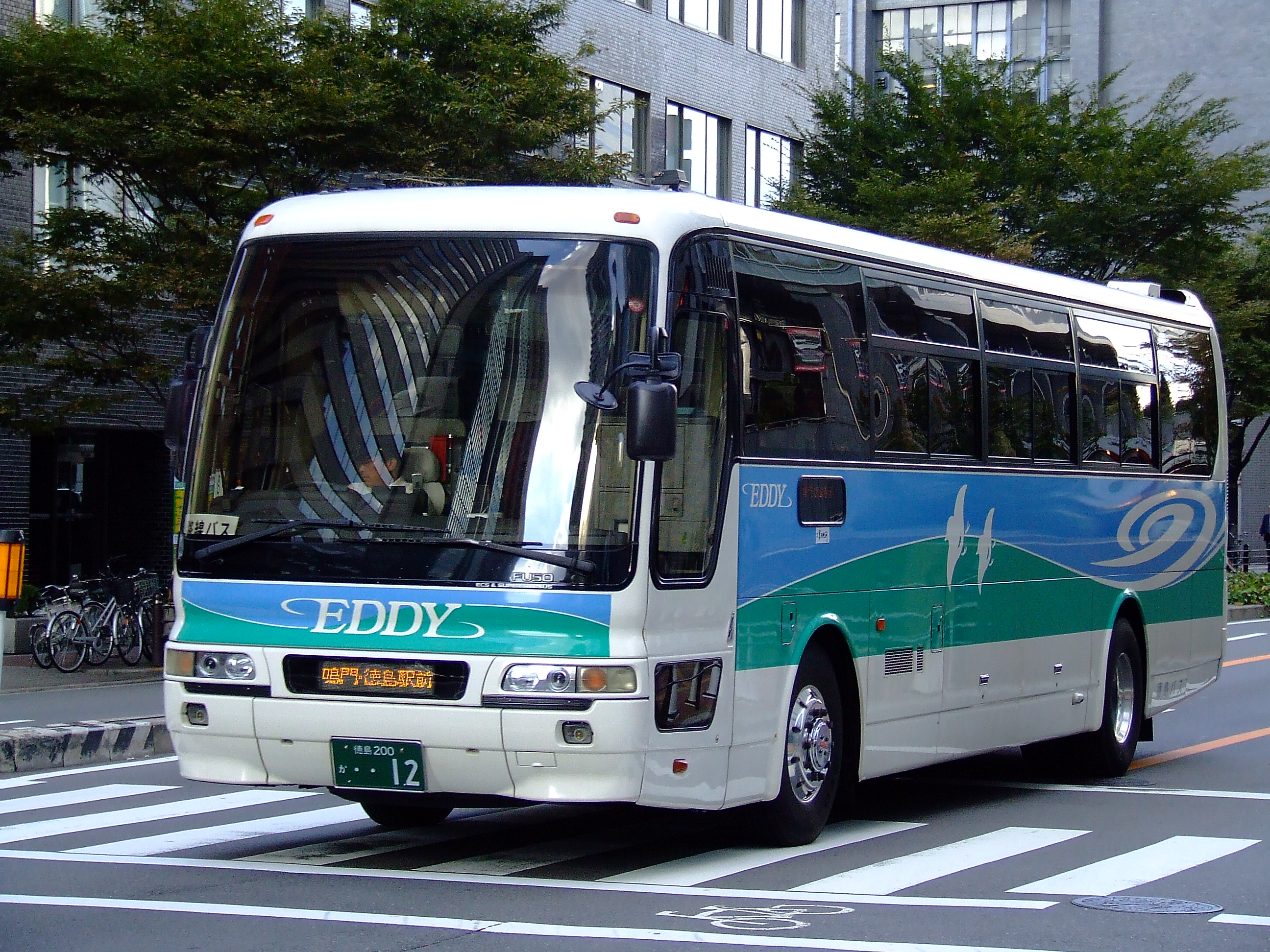
Fuso Aero Bus

### Серия Aero Midi MJ/Midi MK
«Лёгкие» модели Aero Midi MJ и Midi MK представляют собой автобусы длиной 7 и 9 м на 26-34 человека для индивидуального туризма или деловых поездок. Они укомплектованы 6-цилиндровыми моторами рабочим объёмом 7,5 и 8,2 л, причём первый оснащён турбонаддувом и развивает 270 л. с. — на 45 л. с. больше, чем второй с увеличенным объёмом и атмосферным питанием.

### Серия Aero Midi MM/Midi MS
Основу гаммы Aero составляют многочисленные универсальные, междугородные и туристские машины серий Aero ММ и MS длиной 9-12 м и полной массой 11,2-15,8 т. Они выпускаются с 4 размерами колёсной базы (5400-6500 мм) и разными кузовами, вмещающими от 34 до 62 пассажиров и оборудованными складными или сдвижными дверями. В качестве силовых агрегатов предлагаются несколько унифицированных безнаддувных двигателей V8 рабочим объёмом 16 031, 17 737 и 21 205 см3 с дополнительными охладителями масла мощностью 310, 255 и 370 л. с. соответственно, 6-ступенчатой коробкой передач, задней пневматической подвеской и централизованной смазкой для ряда исполнений.

### Серия Aero Queen High Decker

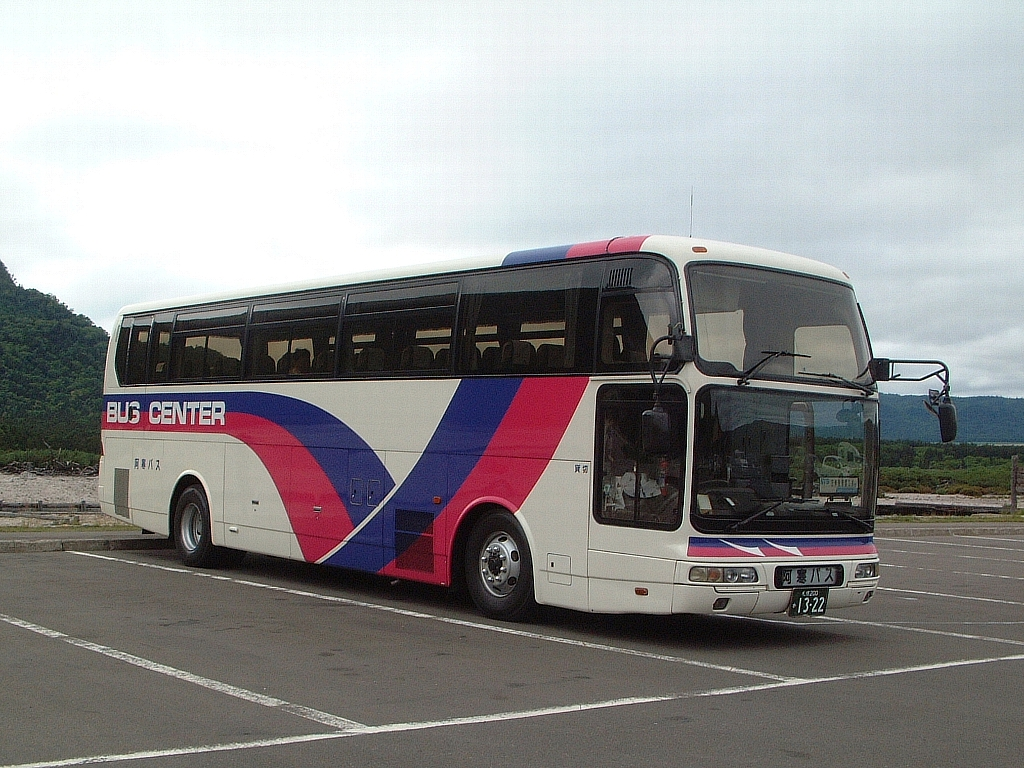
Fuso Aero Queen

Самую престижную группу составляют 12-метровые туристские автобусы Aero Queen High Decker с повышенным расположением салона. Все они выполнены на 2-осном шасси с колёсной базой 6150 мм с задним двигателем V8 (21 205 см3, 430 л. с.), механической 6-ступенчатой коробкой передач, пневматической подвеской всех колёс, системой АБС и тормозом-замедлителем. Модель Aero Queen I Super High Decker снабжена 62-местным кузовом с габаритной высотой 3540 мм и общей массой 16,1 т. Более комфортный вариант Aero Queen II рассчитан на 45- 57 пассажиров и весит 15,75 т. Высота кузова 51-местного автобуса Aero Queen III Demi Double Decker достигает 3680 мм, а масса — 15,9 т. Вершиной всей программы Mitsubishi является самый тяжёлый и единственный японский 3-осный 2-этажный автобус Aero King Double Decker MU (6х2) длиной 12 м и габаритной высотой 3770 мм. Он оснащён 420-сильным вариантом 21,2-литрового мотора V8 и служит для перевозки 64-74 пассажиров в наиболее безопасных и комфортных условиях.

### Серия Aero Star

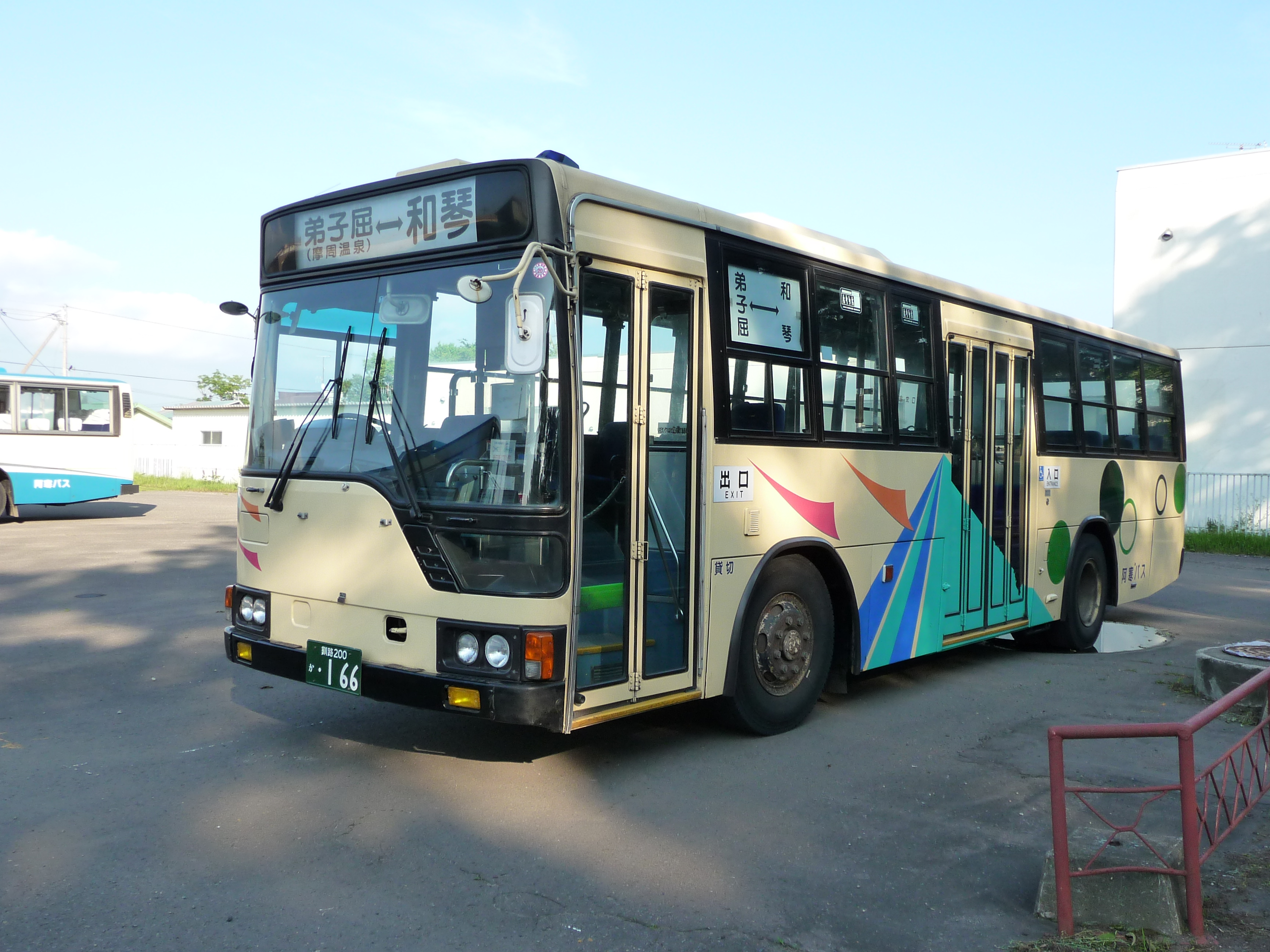
Fuso Aero Star

Серия городских низкорамных автобусов имеет обозначение Aero Star. В неё входят модели ММ и МР длиной 9,6-11,0 м и полной массой 11,7-15,0 т. Их полная вместимость составляет 47-82 пассажира. Гамма предлагаемых двигателей столь же велика — от 7,5-литрового 270-сильного мотора до 6-цилиндрового дизеля (12 882 см3, 250 л. с.). Новый рядный 6-цилиндровый мотор рабочим объёмом 11 945 см3 приспособлен работать на сжатом природном газе и при этом развивает мощность 240 л. с., его вариант с турбонаддувом достигает 300 л. с. Все городские автобусы оснащаются механической 5-ступенчатой коробкой передач, пневматической подвеской, тормозом-замедлителем, АБС и ASR.

### Серия Rosa
Серия выпускается с 1960 года. Базовый вариант Rosa CX с колёсной базой 3995 мм и полной массой 5,1-5,5 т служит для перевозки 19-29 пассажиров в небольших городах и сельской местности, поэтому при габаритной длине в 7 м его ширина всего 2010 мм, а по заказу автобус предлагается и в исполнении 4х4.Автобус оснащён 4-цилиндровым 4,9-литровым дизелем с турбонаддувом мощностью 180 л. с., автоматической 4-ступенчатой коробкой передач, передней независимой подвеской, передними дисковыми тормозами и подушками безопасности. Более комфортный вариант носит индекс Rosa Custom G, а удлинённый утилитарный автобус Rosa Super Royal полной массой 5,75 т с колёсной базой 4550 мм оснащён «нормальным» дизелем в 155 л. с. и механической 5-ступенчатой трансмиссией.